# Quadricalcarifera arisemna
Quadricalcarifera arisemna är en fjärilsart som beskrevs av Turner 1931. Quadricalcarifera arisemna ingår i släktet Quadricalcarifera och familjen tandspinnare. Inga underarter finns listade.